# BUWOG
Die BUWOG ist ein ehemaliges börsennotiertes österreichisches Wohnungsunternehmen, welches seit 2018 als Marke der Vonovia SE agiert. Zu der Marke gehören die Gesellschaften BUWOG Group, BUWOG Bauträger sowie BUWOG Immobilien Treuhand. Unter der Marke BUWOG werden Wohn- und Gewerbeimmobilien in Österreich und Deutschland verwaltet.

## Geschichte

### Entstehung der BUWOG
Die BUWOG (kurz für: Bundeswohnbaugesellschaft, später Bauen und Wohnen GmbH) wurde 1951 von der Republik Österreich als Verwaltungseinheit für Staatswohnungen gegründet, um günstigen Wohnraum für Beamte zu schaffen. 1970 erwarb sie die Österreichische Gemeinnützige Siedlungsgesellschaft (ÖGSG). Im selben Jahr wurde die 10.000ste Wohnung übergeben.

### Privatisierung
Im Jahr 2000 fasste das Bundesministerium für Finanzen den Entschluss zur Privatisierung der bundeseigenen Wohnungsgesellschaften. Nachdem zuerst versucht werden sollte, die Wohnungen den Mietern zum Kauf anzubieten, standen 2002 die Unternehmen BUWOG, ESG Villach, WAG Wohnungsanlagen GmbH, Wohnen und Bauen GmbH (WBG) und die EBS Wohnungsgesellschaft mbH Linz zum Verkauf.
Mit der Abwicklung des Verkaufs wurde Lehman Brothers beauftragt, unter anderen vom ehemaligen Aufsichtsratsvorsitzenden und Immobilienmakler Ernst Karl Plech. Das Paket aus BUWOG, ESG Villach, WAG Wohnungsanlagen GmbH und EBS wurde schließlich für 961 Millionen Euro an ein österreichisches Bieterkonsortium, bestehend aus Raiffeisenlandesbank Oberösterreich, Wiener Städtische und Immofinanz verkauft. Das Konsortium teilte sich die Gesellschaften auf und seit 2004 befanden sich die BUWOG und die ESG Villach im Besitz der Immofinanz. WAG und EBS gingen an die Raiffeisenlandesbank Oberösterreich und Wiener Städtische. Die WBG wurde noch während des Bieterverfahrens ausgegliedert und ging an die Eisenbahner-Genossenschaft BWS.
2010 begann die Expansion nach Deutschland und die BUWOG übernahm 2.300 Wohnungen in Berlin. 2012 setzt die BUWOG ihre Expansion fort und übernahm ein Projektentwicklungsunternehmen in Berlin.
Im Juni 2014 übernahm die BUWOG für 892 Millionen Euro ein Portfolio von rund 18.000 Wohnungen in Nordwestdeutschland mit Schwerpunkten in Lübeck, Kiel, im Hamburger Umland sowie Braunschweig und wurde damit zu einem der führenden Wohnungsanbieter auf dem deutschen Markt.

### BUWOG-Affäre
Die BUWOG-Affäre beschreibt den Vorgang rund um den Verkauf der BUWOG im Jahr 2004, welcher 2007 Teil einer Überprüfung des Rechnungshofes wurde. Die BUWOG befand sich im Staatsbesitz, bevor sie 2004 im geheimen Bietverfahren verkauft und somit privatisiert werden sollte. Ex-FPÖ-Politiker Walter Meischberger und der Lobbyist Peter Hochegger standen in der Kritik, weil sie Insiderinformationen vom damaligen Finanzminister Karl-Heinz Grasser erhielten, durch welche die bis dahin bestbietende CA Immo zugunsten der Immofinanz aus dem Bieterrennen gedrängt wurde, da die Immofinanz das Angebot der CA Immo um eine Million Euro überbot. Nebenschauplätze der Affäre waren bzw. sind ein Disput um den Gemeinnützigkeitsstatus der WBG mit dem Wiener Magistrat bzw. der Landesregierung, sowie eine Klage der Arbeiterkammer gegen Vertragsklauseln in den Verkaufsangeboten der BUWOG an die Mieter.
Am 21. Juli 2016 gab die Wirtschafts- und Korruptionsstaatsanwaltschaft bekannt, gegen Karl-Heinz Grasser, Walter Meischberger, Ernst Karl Plech, Peter Hochegger und zwölf weitere Personen Anklage zu erheben. Im Dezember 2020 wurden mehrjährige Haftstrafen für die Angeklagten Karl-Heinz Grasser (8 Jahre), Walter Meischberger (7 Jahre), und Peter Hochegger (6 Jahre) ausgesprochen. Die Angeklagten gingen in Berufung. Im März 2025 bestätigte der OGH die Urteile größtenteils, reduzierte allerdings die Haftstrafen.

### Börsengang
Ende April 2014 wurde die BUWOG von der Immofinanz im Zuge eines Spin-offs abgespalten und notierte an den Börsen in Frankfurt, Wien und Warschau. Dabei gelangten 51 % der Aktien in den Streubesitz. Für 20 Immofinanz-Titel bekamen Aktionäre jeweils einmal BUWOG hinzugebucht. Zwei Jahre später folgte der Aufstieg in den ATX five der Wiener Börse. Die BUWOG zählte damit zu den fünf größten Börsenunternehmen Österreichs.

### Übernahme durch Vonovia und Aufspaltung
2018 erwarb Vonovia, Deutschlands größter Immobilienkonzern, für 5,2 Milliarden Euro die BUWOG. Die Übernahme war die zweitgrößte, die es in Österreich je gab. Zu dieser Zeit besaß die BUWOG knapp 50.000 Wohnobjekte und Grundstücke in Österreich und Deutschland.
Am 26. Juni 2018 wurde das Unternehmen im ATX durch das Bauunternehmen Porr ersetzt.

## Struktur
Die BUWOG war seit 2004 ein Tochterunternehmen der österreichischen Immofinanz. 2014 wurde BUWOG abgespalten und an der Börse notiert und agierte von da an als BUWOG AG. 2018 übernahm der Immobilienkonzern Vonovia die Aktien der BUWOG AG und teilte sie in drei eigenständige GmbHs auf; die BUWOG Group GmbH mit Sitz in Wien, BUWOG Bauträger GmbH mit Sitz in Berlin und die BUWOG Immobilien Treuhand GmbH mit Sitz in Bochum.
Die Geschäfte der drei Unternehmen werden bei Vonovia unter der Marke BUWOG zusammengefasst und beinhalten den Wohnungsbau für die Eigenbewirtschaftung sowie den Verkauf an private Investoren und Eigennutzer.

### BUWOG Group GmbH

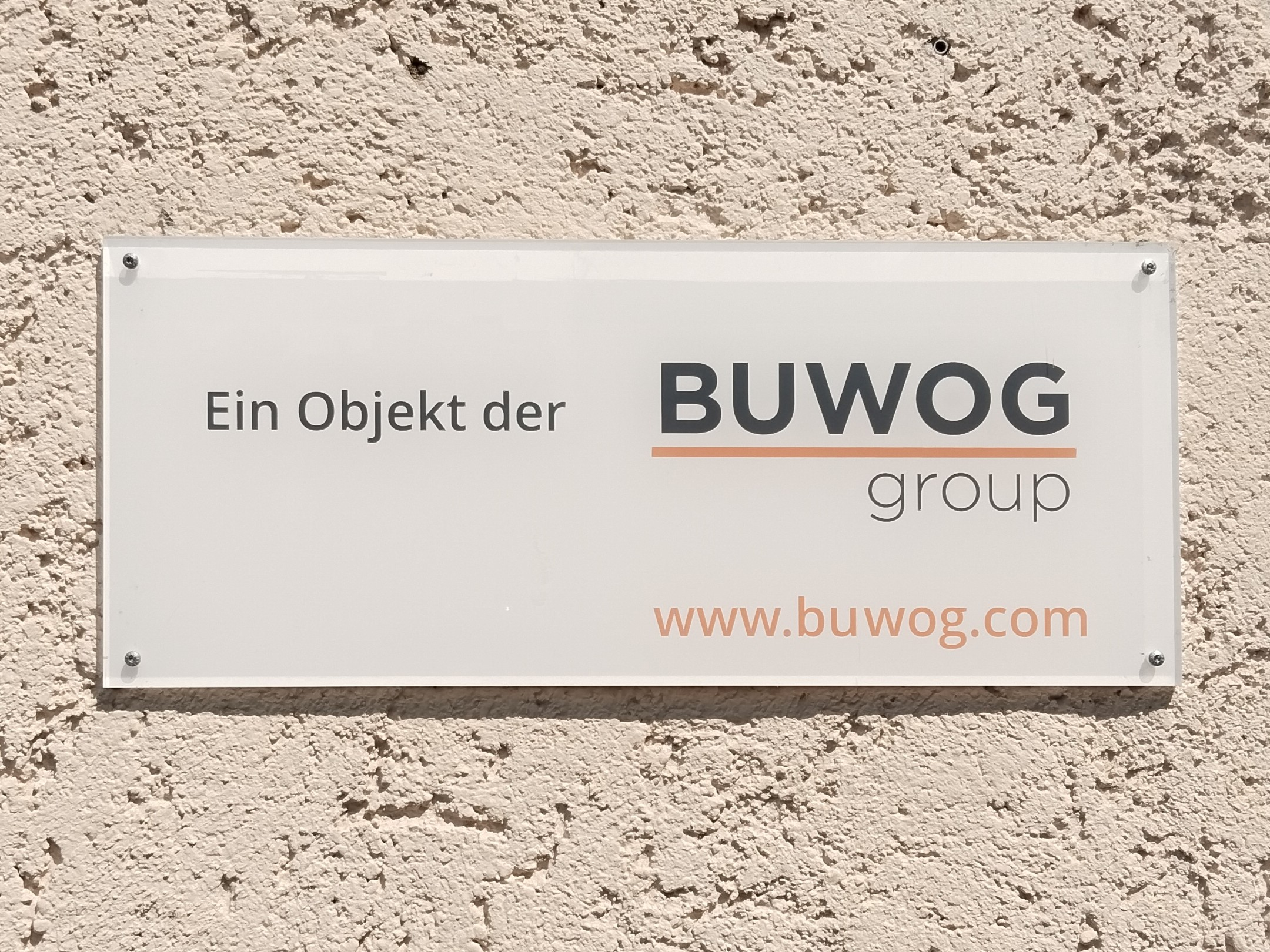
Schild an einem Haus der BUWOG Group GmbH in Salzburg

Die BUWOG Group GmbH mit Sitz in Wien wurde 2010 gegründet und ist seit 2018 eine Tochtergesellschaft der Vonovia SE. Die BUWOG Group agiert in verschiedenen Bereichen des Wohnungssektors. Dazu gehören Vermietungs- und Bestandsbewirtschaftung, Planung und Errichtung von Neubauten und der Verkauf von Wohnungen, Objekten und Portfolios in Österreich.
Zu den Bauprojekten der BUWOG Group gehören unter anderem der Marina Tower, der Helio Tower und Kennedy Garden. Die Bauprojekte der BUWOG Group wurden in der Vergangenheit für ihre nachhaltigen Baukonzepte ausgezeichnet, unter anderem als Vorzeigeprojekt für klimafitte Gebäude, mit dem Gold-Zertifikat der ÖGNI und Preisen der FIABCI. Zudem ist die BUWOG Teil der Initiative Klimaaktiv und die Standorte in Österreich werden mit Strom aus erneuerbaren Energiequellen beliefert. Weiterhin beteiligt sich die BUWOG Group an großen Stadtentwicklungsgebieten in Wien, wie etwa der Seestadt Aspern und dem Nordbahnhof-Viertel.

### BUWOG Bauträger GmbH
Die BUWOG Bauträger GmbH mit Sitz in Berlin wurde 2011 gegründet und ist ebenfalls seit 2018 Teil der Vonovia Gruppe. Zum Aufgabenbereich der BUWOG Bauträger gehören die Entwicklung von Neubauprojekten sowie deren Vermarktung in Deutschland. Die Gesellschaft war zunächst neben dem Großraum Berlin auch in Hamburg, Leipzig und der Region Rhein-Main aktiv, seit 2023 ist sie bundesweit mit rund 55.000 Wohnungen in Bau und in Planung geschäftig.
In Berlin-Grünau errichtete BUWOG Bauträger das Quartier 52° Nord; ein Wohnkomplex, welcher in Fachzeitschriften als Vorzeigeprojekt bezeichnet wird, nach dem Schwammstadt-Konzept. Ziel ist es, Regenwasser vor Ort zu speichern, statt es in die Kanalisation abfließen zu lassen. Hierzu wurde am Standort in Berlin-Grünau ein 6.000 Quadratmeter großes Wasserbecken in der Mitte des Quartiers gebaut, in dem Regenwasser der umliegenden Wohngebäude eingeleitet und über die Uferbepflanzung am Beckenrand gereinigt wird. Das Wasserbecken soll neben der Wasserspeicherung auch einen Lebensraum für Tiere bieten. Weitere Elemente der Schwammstadt sind Gründächer, Rigolen und Mulden, die im Quartier verbaut sind. Das Quartier wurde 2020 mit dem Iconic Award und dem Award Deutscher Wohnungsbau ausgezeichnet.
2022 investierte BUWOG Bauträger rund 250 Millionen Euro in die Martinshöfe in Weingarten, um 500 neue Wohnungen, Gewerbeflächen und Grünraumkonzepte umzusetzen. Das Bauvorhaben wäre eines der größten Bauprojekte in der Stadtgeschichte. Der Baubeginn war für 2023 angesetzt, wurde aufgrund der gestiegenen Zinsen und Baukosten jedoch verschoben.

### BUWOG Immobilien Treuhand GmbH
Die BUWOG Immobilien Treuhand GmbH mit Sitz in Bochum wurde im Rahmen der Übernahme durch Vonovia im Jahr 2018 gegründet. Sie ist verantwortlich für Verwaltung und Vermietung von Wohn- und Gewerbeobjekten sowie Grundstücken in Deutschland. Sie besitzt Bürostandorte in Berlin, Frankfurt am Main, Hannover, Hamburg, Kiel und Lübeck und betreibt über 20.000 Wohnobjekte und Gewerbeeinheiten.
Weiterhin berät die BUWOG Immobilien Treuhand hinsichtlich der Nachhaltigkeit bei Sanierungen und Modernisierungsmaßnahmen sowie zur Förderung ebendieser.